# Alexis Genet
Alexis Genet (* 9. Juni 1982 in Nîmes, Languedoc-Roussillon) ist ein französischer Fußballspieler.

## Karriere

### Verein
Alexis Genet begann seine Karriere 2002 bei Olympique Lyon. Dort blieb ihm ein Stammplatz verwehrt. Aus diesem Grund wechselte er zur Saison 2003/04 auf Leihbasis zum Zweitligisten AC Le Havre. Sein Profidebüt gab er am 1. August 2003, als er am ersten Spieltag, gegen die AS Nancy, in der Anfangself stand und auch das gesamte Spiel über zum Einsatz kam. In der Folgezeit eroberte sich Genet einen Stammplatz bei den Normannen. In der Folgesaison war er beim unterklassigen Klub Aviron Bayonnais tätig. Auch hierbei spielte er auf Leihbasis. In der Winterpause der Saison 2005/06 suchte Genet gänzlich das Weite aus Lyon und wechselte ins Ausland.
Alexis Genet unterschrieb am 3. Januar 2006 einen Vertrag beim damaligen deutschen Zweitligisten 1. FC Saarbrücken. Mit Saarbrücken stieg er im selben Jahr aus der 2. Bundesliga ab. In der Regionalliga ging der sportliche Abstieg der Saarbrücker weiter. Denn man stieg 2007 gar in die Oberliga ab. Aus diesem Grunde wechselte Genet zur Saison 2007/08 zu den Sportfreunden aus Siegen. Mit dieser stieg er 2008 ebenfalls aus der Regionalliga ab.